# Stanislav Rouš
Stanislav Rouš (22. dubna 1918 Holubí Zhoř – 21. ledna 1942 Severní moře východně od Orfordnessu) byl český palubní střelec a radiotelegrafista 311. československé bombardovací perutě.

## Život

### Před druhou světovou válkou
Stanislav Rouš se narodil 22. dubna 1918 v Holubí Zhoři u Velké Bíteše v rodině Karla Rouše a Františky, rozené Klímové, jako sedmé dítě. Odmaturoval na obchodní akademii v Turčianském Svätém Martině, poté pracoval jako úředník na pobočce Moravské banky v Nové Pace.

### Druhá světová válka
Po německé okupaci opustil 8. srpna 1939 ilegálně Protektorát Čechy a Morava a přes Slovensko, Maďarsko, Jugoslávii a Turecko a Bejrút se dostal do Francie, kde 4. ledna 1940 v Marseille vstoupil do zde vznikající Československé armády v zahraničí. Zúčastnil se bojů ve Francii, po jejím pádu v červnu 1940 se evakuoval do Spojeného království. Zde byl v srpnu 1940 přijat do Royal Air Force a po výcviku na palubního střelce a radiotelegrafistu v Yatesbury a Cranwellu byl 21. března 1941 v Honingtonu přiřazen k 311. československé bombardovací peruti. Jako její příslušník se účastnil náletů na nacistické Německo a okupovanou Evropu. Svůj první operační let absolvoval 7. srpna 1941, celkem má na svém kontu 26 operačních letů. Dne 21. ledna byl jeho stroj Vickers Wellington B Mk.Ic DV515 KX-D pod velením Miroslava Plecitého během návratu z operačního letu nad Brémy napaden nad severním mořem nočním stíhačem Hansem Rasperem. Stanislav Rouš, který byl během tohoto letu na pozici radiotelegrafisty, odeslal poslední volání SOS asi 66 kilometrů východně od Orfordnessu. Těla příslušníků posádky nebyla nikdy nalezena. Dosáhl hodnosti četaře aspiranta.

## Rodina
Bratr Stanislava Rouše Karel Rouš (*1906) byl 18. ledna 1942 umučen v koncentračním táboře Auschwitz. Stanislav Rouš tak svého bratra přežil o pouhé tři dny.

## Ocenění

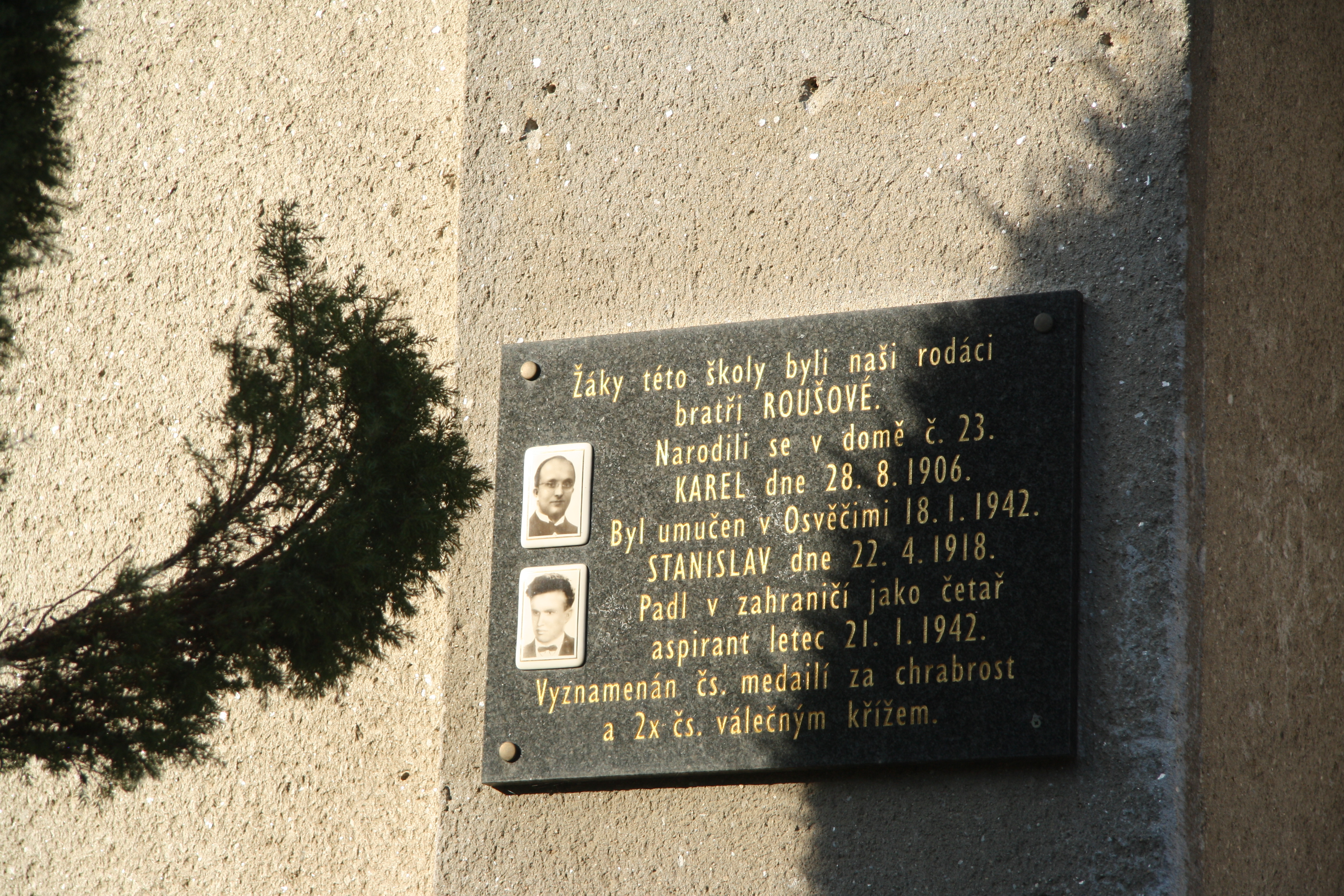
Pamětní deska bratrů Roušových v Holubí Zhoři

### Vyznamenání
- Československá medaile Za chrabrost před nepřítelem
- 2x Československý válečný kříž 1939

### Posmrtná ocenění
- Stanislav Rouš byl v roce 1991 in memoriam povýšen do hodnosti podplukovníka
- Bratrům Karlu a Stanislavu Roušovi byla na budově školy v rodné Holubí Zhoři odhalena pamětní deska[3]